# Soleil d'Or (rose)
Pour les articles homonymes, voir Soleil d'Or.
'Soleil d'Or' est le nom d'un cultivar de rosier créé en 1900 par le rosiériste français Pernet-Ducher. C'est le premier des rosiers pernetiana maintenant classés dans les hybrides de thé. 
Cet hybride est un hybride de la deuxième génération de l'hybride remontant 'Antoine Ducher' × Rosa foetida 'Persian Yellow'. Il a une importance historique majeure, puisque c'est de lui que descendent un grand nombre de rosiers jaunes modernes.

## Description
Ce rosier buisson, d'une hauteur de 100 à 110 cm, présente de grandes fleurs doubles odorantes, de couleur jaune orangé teintée de rose.
Ce rosier associe la floraison abondante et remontante des hybrides remontants, caractères hérités des rosiers de Chine et la beauté et l'élégance des fleurs et du feuillage des rosiers thé ; il a la rusticité des hybrides de thé, mais a gardé la forme et le parfum des roses thé. On peut notamment l'admirer à l'Europa-Rosarium de Sangerhausen.

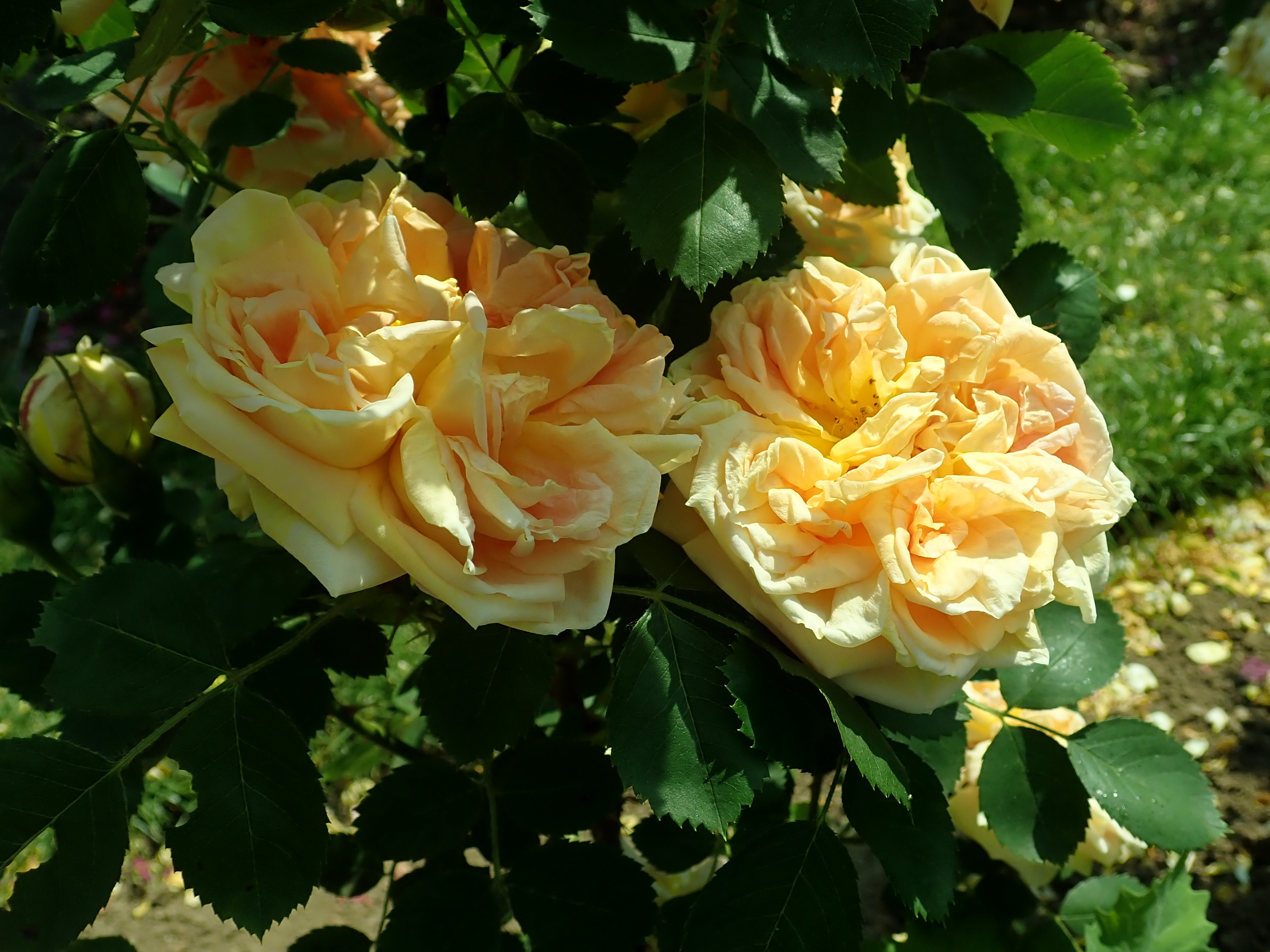
'Soleil d'Or' à Sangerhausen
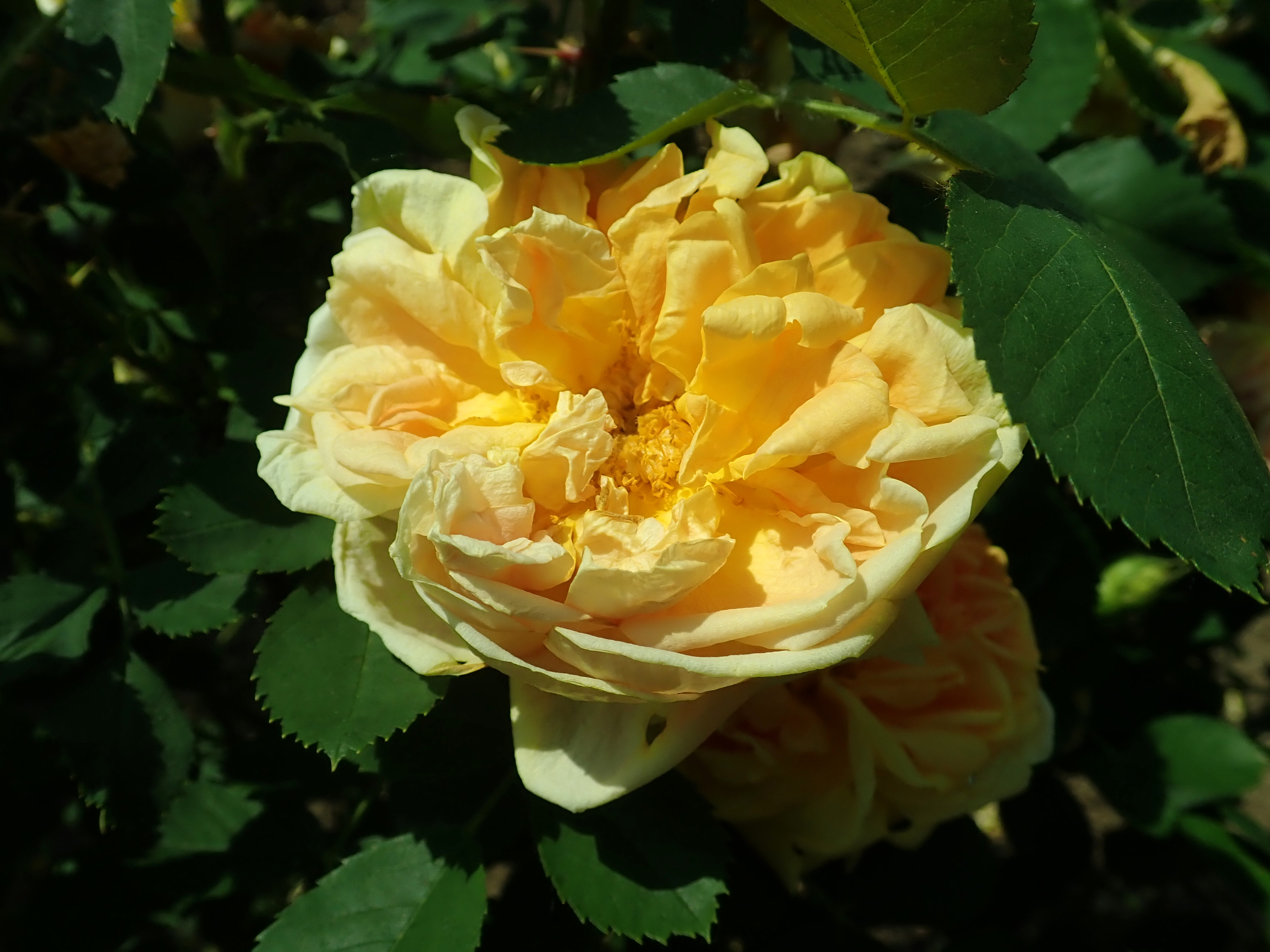
'Soleil d'Or' à Sangerhausen

## Descendance
Il a donné naissance à 'Rayon d'Or' (Pernet-Ducher, 1910), à 'Beauté de Lyon' (Pernet-Ducher, 1910), à 'Juliet' (Paul, 1910), à 'Viscountess Enfield' (Pernet-Ducher, 1910) et à 'Madame Édouard Herriot' (Pernet-Ducher, 1913).